# Сребрна (Подляское воеводство)
Сребрна (пол. Srebrna) — деревня в Замбрувском повете Подляского воеводства Польши. Входит в состав гмины Шумово. По данным переписи 2011 года, в деревне проживало 746 человек.

## География
Деревня расположена на северо-востоке Польши, на расстоянии приблизительно 13 километров (по прямой) к юго-западу от города Замбрув, административного центра повета. Абсолютная высота — 125 метров над уровнем моря. К северо-западу от Сребрны проходит национальная автодорога  / E67.

## История
Согласно «Списку населенных мест Ломжинской губернии», в 1906 году в деревне Сребрна проживало 637 человек (316 мужчин и 321 женщина). В конфессиональном отношении большинство население деревни составляли католики (632 человека), остальные — евреи. В административном отношении деревня входила в состав гмины Шумово Ломжинского уезда.
В период с 1975 по 1998 годы Сребрна являлась частью Ломжинского воеводства.